# Akin
Az akin kirgiz (акын) vagy kazak (ақын) népi énekköltő, énekmondó. Az akinköltészet a 14. századtól a 19. századig élte fénykorát mint szájhagyomány útján terjedő sajátos műfaj a mű- és a népköltészet határmezsgyéjén.
Az akinok által használt fordulatok, költői képek és alakzatok analógiát mutatnak a török tekerleme költészetével. Az akinokhoz hasonló népi énekmondók az azeriek és törökök körében az ásikok.
Az akinok főként ünnepi alkalmak közösségi összejövetelein adták elő rögtönzött, jellemzően dombrán kísért énekeiket. Előadásmódjuk recitáló, egy-egy rögtönzés akár órákig is eltarthatott. Az improvizálásból fakadóan énekeik formai jegyei kevésbé voltak kötöttek, de hangsúlyos verselésük az ősi török hetes és tizenegyes sor prozódiájára épült. Műveik témáját a hallgatóság igényeihez szabták, de jellemzően az ősök felmagasztalásáról, hősi tettek dicséretéről szóltak, nemritkán korai epikus irodalmi emlékek vagy destánok éltek tovább bennük. Énekeik másik csoportjában a sztyeppei nomád életet, az aulok mindennapjait, esetleg egyes családi eseményeket vagy egyéni, lírai érzésvilágukat öntötték versbe. Ezek mellett szokásdalok is szerepeltek repertoárjukban, legismertebb a siratóének (dzsoktav). Noha a korábbi századokban egyes akinok a kirgizeket és kazakokat gyarmatosító kánok és cárok tetteit, valamint az iszlámot is dicsőítették, a 19. századtól egyre erőteljesebben a társadalmi haladás, a nemzeti öntudat és függetlenség kérdései kaptak helyet költészetükben. A 20. században a műfaj a szocialista értékek közvetítésének adott hagyományos keretet.
Az akinok tudásukat és költeményeiket improvizatív verselőversenyen, ún. ajtiszon mutathatták be egymásnak és a szélesebb közönségnek. 
Néhány akin neve ismert már a 14. századból is (Dzsirencse Csecsen, Szipra Dzsirav), de az akinköltészet 18–19. századi fénykorában alkottak a műfaj legjelesebb alakjai: a kirgiz Sahnizaj, Bertagiogli Urumbaj, Keninbaj, Sirnijaz Dzsarligacsogli, Csortanbaj, Harunogli Szüjümbaj, Miftaheddin Akmolla, Külbajogli Marabaj és Mergembaj, valamint a kazak Musza Bajzsanuli, Ibrahim Abaj Kunanbajuli, Ibiraj Altinszarin, Zsambil Zsabajuli (oroszbólː Dzsambul Dzsabajev), Doszken Alimbajuli, Nurzsam Navsabajuli és Nurfejisz Bajzsanin.